# La vie est belle (Indochine)
La vie est belle is een nummer van de Franse rockband Indochine uit 2017. Het is de eerste single van hun dertiende studioalbum 13.
"La vie est belle" leverde Indochine een enorme hit op in Franstalig Europa. Het nummer bereikte de nummer 1-positie in thuisland Frankrijk, waarmee het hun eerste nummer 1-hit in 15 jaar was. Ook in Wallonië werd de plaat een top 10-hit.